# 鱼洞子乡
鱼洞子乡是中国陕西省汉中市略阳县下辖的一个乡。

## 行政区划
鱼洞子乡下辖以下行政区：
王家庄村、上营村、张家沟村、李家坪村、五郎坪村、木家河村